# Unión de Escritores y Artistas Proletarios
La Unión de Escritores y Artistas Proletarios fue una organización marxista fundada por la izquierda política valenciana en 1934 por un grupo de artistas plásticos y de escritores: Rafael Pérez Contel, Josep Renau (que redactó el manifiesto de la misma y fue el fundador de la revista Nueva Cultura), Ángel Gaos, Francisco Carreño, Pascual Pla y Beltrán, Manuela y Antonio Ballester, Juan Renau, José Bueno y Emilio Gómez Nadal. Colaboró en la creación de la revista Nueva Cultura.
El grupo surgió a raíz de la creación en Francia de la Association d'Ecrivans et Artistes Révolutionnaires, que animaba Louis Aragon, como organización comprometida en combatir el fascismo emergente en Europa. Presentada en el Ateneo Científico de Valencia, publicó en el diario El Pueblo su primer manifiesto en defensa de la cultura. 
En 1936 adoptó el nombre de Aliança d'Intelectuals per a la Defensa de la Cultura, promovida también por Josep Renau y Emili Gómez Nadal, y en la que se produjo la primera aproximación entre el valencianismo político y el marxismo (como también sucedería con Nova Germania). Su orientación valencianista se vio reforzada al principio de la guerra civil española con el ingreso en bloque de los miembros de Acció d'Art, un grupo de intelectuales y artistas cercanos al Partit Valencianista d'Esquerra. Poco después la Aliança convergería con la Alianza de Intelectuales para la Defensa de la Cultura.